# HD 207780
HD 207780，又名BD+60 2300，SAO 19663、HR 8347，是一颗恒星，视星等为6.17，位于銀經102.77，銀緯5.75，其B1900.0坐标为赤經21h 46m 23.2s，赤緯+60° 5.75′ 24″。